# Francisco Mariño y Soler
Francisco Mariño y Soler (Tunja, Nueva Granada, 9 de octubre de 1780-Tibasosa, 31 de agosto de 1876). Aristócrata, político y patriota hispanoamericano nacido en la Nueva Granada, caballero de la Orden de Santiago, participó en la Guerra de Independencia de Nueva Granada en el bando libertador.

## Biografía
Nacido en Tunja, Francisco Mariño y Soler era hijo de Miguel Augustín Mariño de los Reyes y María Josefa Soler y Currea. Bisnieto de Jerónimo Mariño de Lobeira y Sotomayor, explorador español, colono, capitán del rey y justicia mayor en Santa Rosa de Viterbo, quién llegó en América de Pontevedra entre 1639 y 1641. Hermano de Ignacio Mariño y Torres, sacerdote Dominicano, Coronel de Ejército Libertador, Magister Misionis y primo de Santiago Mariño Carige Fitzgerald, General en Jefe de los Ejércitos de oriente venezolano, presidente de República de Venezuela. Sus antepasados fueron: embajadores, sacerdotes, armadores, hidalgos del rey y del emperador, dueños de barco, trobadores, hombres de negocios, exploradores, colonizadores y gobernantes.
Francisco estuvo casado dos veces y tuvo descendencia numerosa.

## Trayectoria
Al estallar la revolución neogranadina, se coloca al servicio de la República siendo Coronel del Ejército Libertador.
La Reconquista o Régimen del Terror acometida por la Corona Española en cabeza del General Pablo Morillo; trae como consecuencia una pacificación violenta en los territorios de la Nueva Granada. Ya desde la Capitanía General de Venezuela, Morillo da parte al Ministerio de Guerra Español sobre la situación y rebelión de los tres Mariño; especialmente, sobre Francisco e Ignacio.
Morillo recibe poderes absolutos en sus actuaciones como General y reconquistador. Apresa y ejecuta a la gran mayoría de nobles. A excepción de Francisco quien es detenido, juzgado y confinado en su casa de Tibasosa (la misma que hoy día es la Biblioteca Pública Francisco Mariño y Soler.[1] Allí Francisco se dedica a la lectura y a la maduración de su pensamiento político. Allí, se dedica la mayor parte del tiempo a la lectura y madurar su punto de vista político.
La sentencia impuesta a Francisco jamás fue llevada a cabo. La mano de la Corona Española sobre su cabeza le impidió al general Pablo Morillo descargar su saña contra él, y también salvó a su hermano Fray Ignacio Mariño y Torres. Como militar, luchó en la Batalla del Pantano de Vargas cerca a Bonza y en la Batalla de Boyacá.
Al alcanzar Colombia la independencia, Francisco deviene Alcalde de Sogamoso y después sirve como senador de la República de la Nueva Granada, Confederación Granadina y Estados Unidos de Colombia, donde interviene en la creación de leyes y el desarrollo del naciente democracia. Católico ferviente, sirve al estado en maneras diferentes. Una de aquellas maneras fue entregar la mayor de sus bienes y fortuna a la nación que ayudó a construir. Cómo político fue congresista y senador en etapas diferentes del desarrollo de Colombia.
Retirado de sus funciones al considerar haber cumplido con sus deberes para con su nación, se radica en su hacienda: "Ayalas", dedicándose a la agricultura y el cuidado de su numerosa prole.

## Títulos
Caballero de la Orden de Los Libertadores y único colombiano que hasta la fecha haya recibido el honorable título de Cincinato, el mismo que comparte con el norteamericano George Washington.
- Caballero de la Orden de Santiago.
- Caballero de la Orden de Alcántara.
- Caballero de la Orden de los Libertadores.

## Cargos y Grados militares
- Teniente Coronel del Ejército Libertador.
- Brigadier General al momento del retiro (grado otorgado por Simón Bolívar).
- Alcalde de la Ciudad de Sogamoso.
- Senador de la República.

## Honores de república
- Cincinato.
- Patricio.

## Pensamiento
- Librepensador
- Federalista
- Católico

## Francisco Mariño y Soler en imágenes

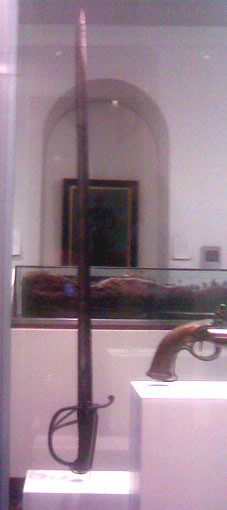
Sable de Don Francisco Mariño y Soler.
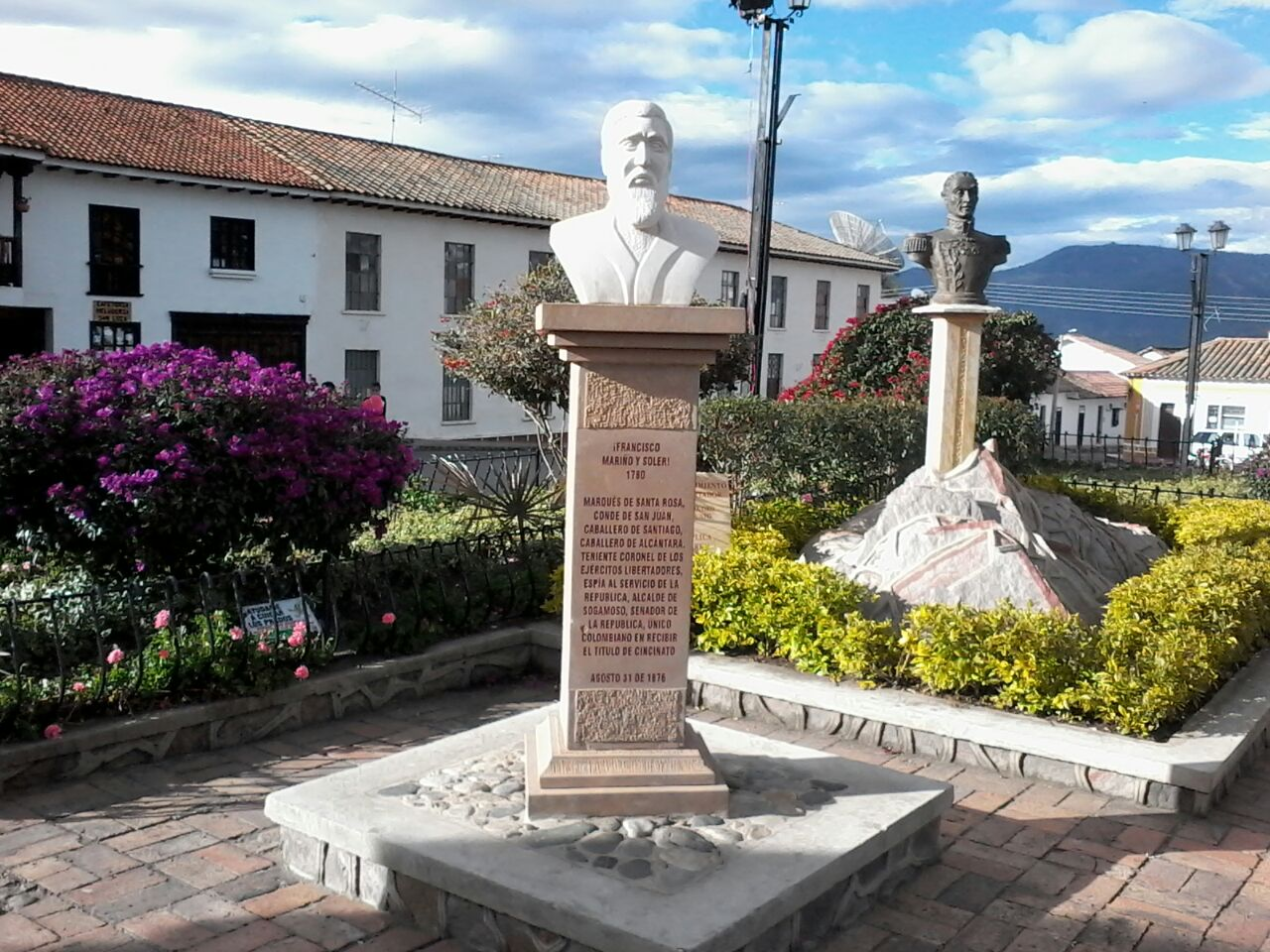
Busto de Don Francisco Mariño y Soler en Tibasosa, Boyacá, plaza principal.
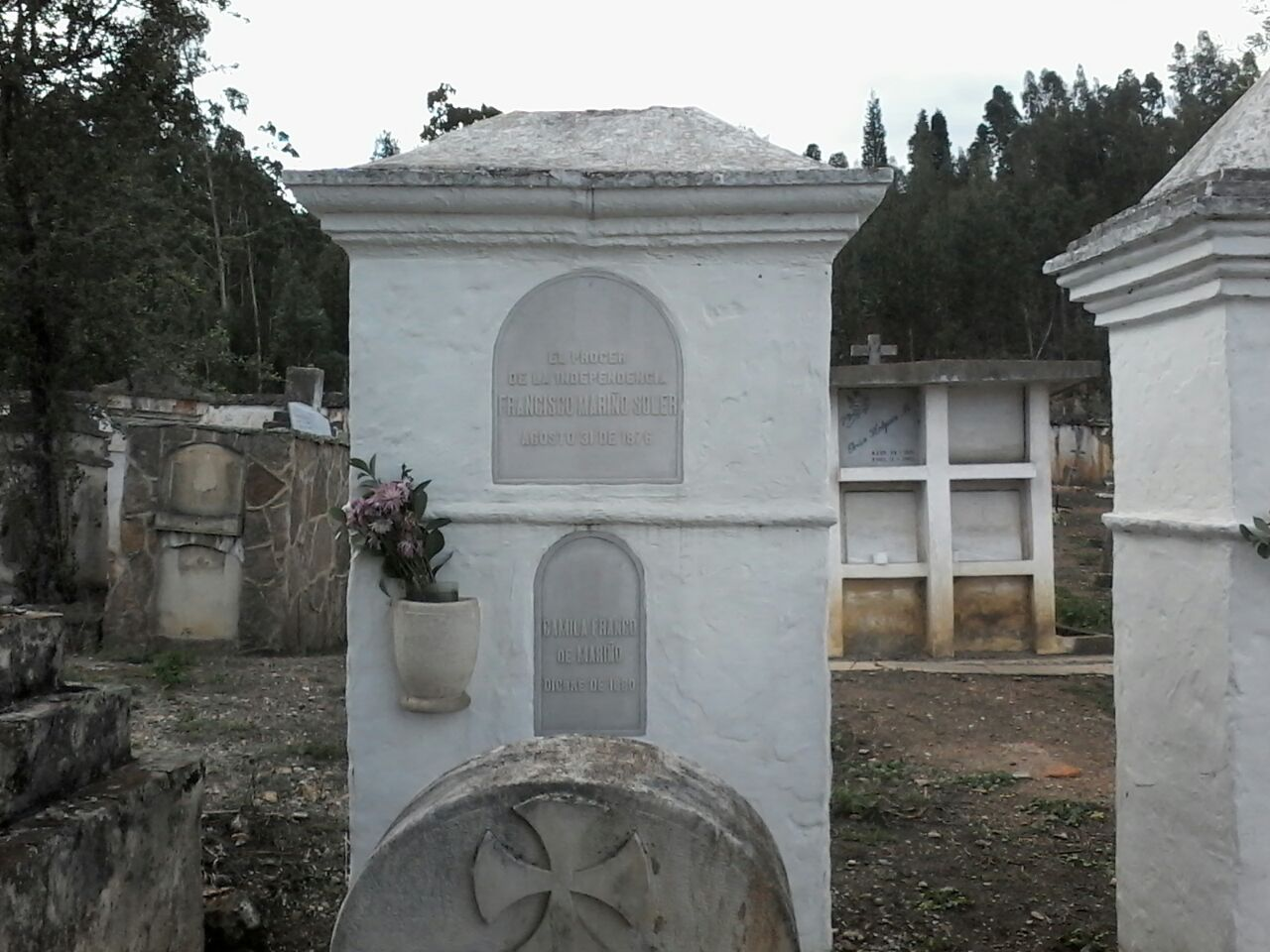
Tumbas de Francisco Mariño y Soler y Camila Franco y Currea en Tibasosa, Boyacá, Colombia.